# Crims (serie de televisión)
Crims (en español: Crímenes) es una serie de televisión de ciencia ficción e intriga dirigida por Jordi Frades y protagonizada por Emma Vilarasau y Ramon Madaula.
Ambientada en una ciudad opresiva y futurista, la trama gira alrededor de Olga y Cesc, dos detectives que irán resolviendo crímenes con la sombra del suicidio de la hermana de Olga presente a lo largo de toda la serie.
La serie se estrenó en TV3 el 19 de marzo del 2000 y se emitieron 13 episodios de, aproximadamente, 45 minutos de duración. En la época, fue la serie más cara producida jamás por Televisió de Catalunya que Lluís Oliva, director de la cadena, cifró con un coste de entre 25 y 30 millones de pesetas por episodio.

## Argumento
El argumento de Crims arranca con la muerte de Cristina Tor en una galería de arte. Todo parece indicar que la investigadora se ha suicidado, pero su hermana Olga (Emma Vilarasau) y su padre Gabriel (Juli Mira), no se lo creen.
Gabriel es el propietario de la agencia Tor Investigadors y, aunque la relación con su hija es muy mala, desde la muerte de su madre, las dudas sobre el suicidio de Cristina los unirá y volverán a trabajar en la agencia de investigación con Cesc (Ramon Madaula).
La investigación de la muerte de su hermana está presente en los 13 episodios mientras resuelven otros casos que, entre otras cosas, permitirán a Olga superar sus traumas: la solitud, la historia de la familia…
Para su ambientación, la serie recibió fuertes influencias de series y películas estadounidenses como Expediente X, Twin Peaks y Blade Runner.

## Reparto
| Actor          | Personaje |
| -------------- | --------- |
| Emma Vilarasau | Olga      |
| Ramon Madaula  | Cesc      |
| Juli Mira      | Gabriel   |
| Albert Pérez   | Felip     |
| Rosa Novell    | Verònica  |

- Datos: Q20105516